# Bråteggbank
Koordinaten: 65° 16′ S, 68° 35′ W
Die Bråteggbank (norwegisch Bråteggen) ist eine mindestens 99 m unter dem Meeresspiegel liegende Bank im Südpolarmeer. Sie liegt 140 km nordnordwestlich der Nordspitze der Adelaide-Insel und rund 115 km westsüdwestlich der Hugo-Insel vor der Graham-Küste des Grahamlands auf der Antarktischen Halbinsel.
Teilnehmer der Zweiten Norwegischen Antarktisexpedition (1947–1948) kartierten die Formation und benannten sie nach ihrem Forschungsschiff Bråtegg. Das UK Antarctic Place-Names Committee akzeptierte die Benennung am 31. März 1955, das Advisory Committee on Antarctic Names folgte im Jahr 1956.